# Dorniphora
Dorniphora är ett släkte av tvåvingar. Dorniphora ingår i familjen puckelflugor.
Släktet innehåller bara arten Dorniphora cornuta.